# 1. Outside (Album)
1. Outside ist das 20. Studioalbum von David Bowie, das am 25. September 1995 von Arista Records veröffentlicht wurde. Es ist ein Konzeptalbum mit dem Untertitel The Diary of Nathan Adler or The Art-Ritual Murder of Baby Grace Blue: A non-linear Gothic Drama Hyper-cycle. Biographisch markiert es Bowies Wiederbegegnung mit Brian Eno, mit dem er in den 1970er Jahren unter anderem an seiner Berliner Trilogie gearbeitet hatte: den Alben Low (1977), “Heroes” (1977) und Lodger (1979). 1. Outside handelt von Menschen einer dystopischen Welt am Vorabend des 21. Jahrhunderts. Das Album brachte Bowie mit den Songs The Hearts Filthy Lesson, Strangers When We Meet und Hallo Spaceboy (remixed von den Pet Shop Boys) zurück in die Mainstream-Szene der Rockmusik.

## Entstehungsgeschichte
David Bowie und Brian Eno trafen sich am 24. April 1992 in Lausanne auf Bowies Hochzeit mit Iman Abdulmajid wieder. Sie spielten auf der Hochzeitsfeier eigene Stücke und freuten sich über das „Auf und Ab“ der Paare auf der Tanzfläche. Bowie sagte später: „Wir waren beide daran interessiert, an der Peripherie des Mainstreams zu knabbern, anstatt einzusteigen. Wir haben uns lange Manifeste darüber geschickt, was in der Musik fehlte und was wir tun sollten. Wir beschlossen, wirklich zu experimentieren und mit nur wenigen Ideen ins Studio zu gehen.“
Vermittelt durch André Heller besuchten Bowie und Eno Anfang 1994 die Psychiatrische Klinik Gugging in der Nähe von Wien – heute ein Kulturzentrum – und interviewten und fotografierten deren Patienten, die für ihre „Outsider Art“ berühmt waren. Bowie und Eno brachten einige dieser Kunstwerke mit ins Studio, als sie im März 1994 mit der Arbeit an dem Album begannen, und es entstand zunächst ein dreistündiges Stück, das hauptsächlich aus Dialogen bestand. Ende 1994 wurde Bowie dann von der Zeitschrift Q gebeten, zehn Tage lang ein Tagebuch zu schreiben (das dort später veröffentlicht wurde), aber Bowie, fürchtend, sein Tagebuch wäre zu langweilig („… ins Studio gehen, nach Hause kommen, ins Bett gehen“), schrieb stattdessen das Tagebuch für eine fiktive Figur namens Nathan Adler aus seiner früheren Improvisation mit Eno. Bowie sagte: „Statt 10 Tagen wurden es 15 Jahre in seinem Leben!“ Dies wurde die Grundlage für die Geschichte von 1. Outside.
Im Gegensatz zu einigen früheren Alben von Bowie wurde kein einziger Song geschrieben, bevor die Band ins Studio ging. Stattdessen schrieb Bowie viele Songs in improvisierten Sessions. Bowie und Eno setzten daneben die experimentellen Songwriting-Techniken fort, die sie während der Berliner Trilogie eingesetzt hatten.
Die „Random Cut-ups“ aus der Adler-Geschichte, die Teil der Texte und Notizen des Albums sind, wurden von Bowie geschrieben, der sie in seinen Computer eingab und dann von einem Programm namens „Verbasizer“ bearbeiten ließ. Das Programm zerschnitt Bowies Text elektronisch und setzte ihn wieder neu zusammen, so wie er es in den 1970er Jahren mit Papier, Schere und Klebstoff getan hatte. Er schaute sich dann die Texte an, während die Band ein Lied spielte, und entschied, „ob ich singen, einen Dialog führen oder eine Figur werden würde.“ Bowie behauptete, dass es dreieinhalb Stunden dauerte, um mit dieser Methode „praktisch die gesamte Genese“ des Albums 1. Outside zu erstellen.
Mit fast 75 Minuten ist das Album eines der längsten von Bowie. Als es veröffentlicht wurde, meinte er, dass dies ein Problem werden könnte: „Sobald es veröffentlicht wurde, dachte ich: Es ist viel zu lang. Es wird sterben. Es ist zu viel dran. Ich hätte eigentlich zwei CDs machen sollen.“

## Konzept und Themen
Die Liner Notes enthalten eine Kurzgeschichte von Bowie mit dem Titel „Das Tagebuch von Nathan Adler oder der kunst-rituelle Mord an Baby Grace Blue: Ein nicht-linearer Gothic-Drama-Hyperzyklus“. Die Geschichte stellt eine düstere Sicht auf das Jahr 1999 dar, in dem eine fiktive Regierung durch ihre Kunstkommission ein neues Büro eingerichtet hat, um das Phänomen der „Kunstkriminalität“ zu untersuchen. In dieser Zukunft werden Morde und die Verstümmelung von Körpern zu einem neuen, verrückten Trend der Underground-Kunst. Die Hauptfigur, Nathan Adler, muss entscheiden, was davon tatsächlich als Kunst anzusehen ist und was nicht. Das Album ist voll mit Bezügen zu Charakteren und ihrem Leben, die in die Ermordung des vierzehnjährigen Mädchens Baby Grace Blue verwickelt sind.
Die Idee basiert auf einigen umstrittenen Happenings von Vertretern des Wiener Aktionismus, die teilweise tatsächlich mit dem Gesetz in Konflikt gerieten.
Bowie sagte dazu: „Die Idee dieser postapokalyptischen Situation ist irgendwie da. Man kann es irgendwie fühlen.“ In Interviews bemerkte er außerdem: „Die Erzählung und die Geschichten sind nicht der Inhalt – der Inhalt ist der Zwischenraum zwischen den linearen Bits. Die schlechten, seltsamen Texturen.“
1999 fasste Bowie seine Arbeit seit 1. Outside zusammen und sagte: „Vielleicht ist die eine durchgehende Linie zwischen einigen Dingen in Outside und dem kommenden Jahrtausend diese neue heidnische Anbetung, diese ganze Suche nach einem neuen spirituellen Leben, das sich abspielt. Wegen der Art und Weise, wie wir die Idee von Gott Anfang des Jahrhunderts mit diesem Triumvirat Nietzsche, Einstein und Freud niedergerissen haben, haben wir wirklich alles zerstört, was wir glaubten. Die Zeit verbiegt sich, Gott ist tot, das innere Selbst ist geschaffen von vielen Persönlichkeiten. […] Ich frage mich, ob wir erkannt haben, dass das einzige, was wir als „Gott“ schaffen konnten, die Wasserstoffbombe war.“

## Rezeption
In Band 1 seiner Buchreihe Rock vergibt das Magazin eclipsed für das Werk die höchste Kategorie Kaufrausch. Das Album landet in der Gesamtschau aller Bowie-Alben in dieser Publikation auf Platz 2.

## Besetzung
- David Bowie – Gesang, Saxophon, Gitarre, Keyboard
- Brian Eno – Synthesizer
- Reeves Gabrels – Gitarre
- Erdal Kızılçay – Bass, Keyboard
- Mike Garson – Klavier
- Sterling Campbell – Schlagzeug
- Joey Baron – Schlagzeug
- Yossi Fine – Bass
- Tom Frish – zusätzliche Gitarre bei Strangers When We Meet
- Kevin Armstrong – zusätzliche Gitarre bei Thru' These Architects Eyes
- Bryony, Lola, Josey und Ruby Edwards – Background-Gesang bei The Hearts Filthy Lesson and I Am With Name

## Titelliste
1. Leon Takes Us Outside – 1:25
2. Outside – 4:05
3. The Hearts Filthy Lesson – 4:57
4. A Small Plot of Land – 6:36
5. Baby Grace (A Horrid Cassette) (segue) – 1:39
6. Hallo Spaceboy – 5:14
7. The Motel – 6:49
8. I Have Not Been to Oxford Town – 3:47
9. No Control – 4:33
10. Algeria Touchshriek (segue) – 2:03
11. The Voyeur of Utter Destruction (as Beauty) – 4:21
12. Ramona A. Stone/I Am with Name (segue) – 4:01
13. Wishful Beginnings – 5:08
14. We Prick You – 4:33
15. Nathan Adler (segue) – 1:00
16. I’m Deranged – 4:31
17. Thru' These Architects Eyes – 4:22
18. Nathan Adler (segue) – 0:28
19. Strangers When We Meet – 5:07

Von 1. Outside erschien eine Version 2 genannte Fassung. Bei dieser fehlte das Stück Wishful Beginnings; dafür wurde am Ende ein Remix der Pet Shop Boys des Stücks Hallo Spaceboy angehängt.